# Carballedo (Cerdedo-Cotobade)
Carballedo (oficialmente y en gallego: San Miguel de Carballedo) es una parroquia del concello de Cerdedo-Cotobade, en la comarca de Tabeirós - Tierra de Montes, provincia de Pontevedra, Galicia, España.